# Spanje op het Eurovisiedansfestival
Spanje deed in 2007 mee aan het Eurovisiedansfestival.
In 2007 stuurde Spanje Amagoya Benlloch en Abraham Martinez naar het festival. Met de chachacha en paso doble haalden ze een 10de plaats.
In 2008 deed Spanje niet meer mee.

## Lijst van Spaanse deelnames
| Jaar | Artiest                              | Stijl                   | Plaats | Punten |
| ---- | ------------------------------------ | ----------------------- | ------ | ------ |
| 2007 | Amagoya Benlloch en Abraham Martinez | chachacha en paso doble | 10     | 38     |

2007 · 2008 
Zie ook: Eurovisiesongfestival · Junior Eurovisiesongfestival · Eurovision Young Musicians · Eurovision Young Dancers · Eurovision Choir
Azerbeidzjan · Denemarken · Duitsland · Finland · Griekenland · Ierland · Litouwen · Nederland · Oekraïne · Oostenrijk · Polen · Portugal · Rusland · Spanje · Verenigd Koninkrijk · Wit-Rusland · Zweden · Zwitserland